# Curve (carte de paiement)
 (mai 2019).
Si vous disposez d'ouvrages ou d'articles de référence ou si vous connaissez des sites web de qualité traitant du thème abordé ici, merci de compléter l'article en donnant les références utiles à sa vérifiabilité et en les liant à la section « Notes et références ».
Pour les articles homonymes, voir Curve.
Curve est une société britannique fondée en 2015. C'est une Fintech, proposant des services financiers. Curve propose via son application mobile de nombreux services bancaires spécialement adaptés pour des paiements, sa fonction principale est d’être un agrégateur de carte de paiement.

## Services
Curve propose actuellement quatre offres : une version gratuite, deux versions payantes et enfin une carte haut-de-gamme en métal, disponible dans plusieurs pays (anciennement disponible uniquement sur le marché Britannique).
En fonction des offres, des services différents sont proposés. On retrouve par exemple des frais différents entre les offres, mais également des services comme des assurances, un cashback...
Les Visa et les Mastercard sont prises en charge, ainsi que certaines cartes prépayées. Durant une période, les cartes du réseau American Express ont été compatibles, depuis ce dernier ne permet plus leur association à Curve.

## La faillite de Wirecard
En juin 2020, des irrégularités comptables de grande ampleur ont été découvertes au sein de la société allemande Wirecard. Curve était le client de Wirecard pour la fabrication des cartes bancaires. La faillite de cette dernière entraîna la désactivation des cartes de Curve. Le service est rétabli le jour suivant.